# Henryk Arctowski
Henryk Bronisław Arctowski [ˈxɛnrɨk artsˈtɔfskʲi]IPA (15. července 1871 Varšava – 22. února 1958 Bethesda, Maryland) byl polský geograf, geofyzik, geolog, cestovatel a polární badatel.

## Životopis
Byl synem Karla Arzta. Studoval na chlapeckém gymnáziu v Inowrocławi. Od roku 1888 studoval matematiku a fyziku v Liège v Belgii. Ve studiu chemických, geologických a meteorologických věd pokračoval na Sorbonně ve Francii. Po návratu do Liège popolštil své příjmení na Arctowski.
V roce 1895 se Arctowski seznamuje s belgickým polárníkem Gerlachem de Gomery připravujícím polární výpravu na lodi Belgica. Cílem výpravy byla Antarktida. Účastníkem výpravy byl i Roald Amundsen, Frederick Cook a Antoni Bolesław Dobrowolski. V březnu 1898 Belgica zamrzla v Bellingshausenově moři na 71°31′ j. š., 85°16′ z. d. Polární výprava byla nucena přezimovat v Antarktidě. Nedobrovolné přezimování v zajetí ledu a driftování antarktickým mořem umožnilo Arctowskému sesbírat cenná oceánografická a meteorologická data. Především díky jeho měřením a pozorováním je belgická antarktická výprava považována za jednu z nejúspěšnějších antarktických výprav. Arctowski dokázal souvislost Grahamovy země s Jižní Amerikou. Zavedl termín „Antarktandy“ pro ostrovy přiléhající k Antarktidě.
V letech 1903 až 1909 řídil meteorologickou stanici Belgické královské observatoře v belgické Uccle. V roce 1910 byl účastníkem francouzské výzkumné expedice na Špicberkách a Lofotech.
V roce 1920 se Arctowski vrátil do Polska, kde mu premiér Ignacy Paderewski nabízel místo ministra školství, ale Arctowski přijal profesuru na katedře geofyziky a meteorologie na Univerzitě Jana Kazimierze ve Lvově, kde v roce 1912 obdržel titul čestný doktorát. Zde působil v letech 1921 až 1939. V té době vydal se svým pracovním týmem více než 130 vědeckých prací. V roce 1935 se stal členem Polské akademie věd.
V době vypuknutí druhé světové války v roce 1939 byl Arctowski ve Washingtonu, na mezinárodním kongresu Geodeticko-geofyzikální unie jako předseda Mezinárodní komise pro změny klimatu. Protože návrat do Polska nebyl možný, přijal nabídku Smithsonova ústavu ve Washingtonu, ve kterém pracoval v letech 1939 až 1950. Zemřel v Bethesdě u Washingtonu v roce 1958.
Po Arctowském je pojmenován:
- nunatak Arctowského (65°6′ j. š., 60° z. d.);
- štít Arctowského (1408 m; 74°44′ j. š., 61°28′ z. d.) – sopka na Antarktickém poloostrově, na pobřeží Lassitera. Pojmenovala jej v roce 1947 americká expedice F. Rønnea.
- Arctowského poloostrov (64°45′ j. š., 62°25′ z. d.) – skalnatý poloostrov v západní části Antarktického poloostrova, na pobřeží Danco. Na konci poloostrova se nalézá mys Anna (64°35′ j. š., 62°26′ z. d.).
- Arctowského záliv (Arctowski Cove), v blízkosti stanice Arctowského, pobřeží krále Jiřího, Jižní Shetlandy (62°9′ j. š., 58°29′ z. d.);
- Arctowského ledové pole (Arctowski Icefield), pobřeží krále Jiřího, Jižní Shetlandy (61°55′ j. š., 57°45′ z. d. – 62°10′ j. š., 58°50′ z. d.);
- Arctowského hory, pobřeží krále Jiřího, Jižní Shetlandy (62°1′ j. š., 58°5′ z. d. – 62°3′ j. š., 58°15′ z. d.);
- polská antarktická stanice im. Henryka Arctowského, pobřeží krále Jiřího, Jižní Shetlandy (62°9′ j. š., 58°28′ z. d.);
- Arctowského hora, Spitsbergen (78°10′ s. š., 16°30′ v. d.);
- Arctowského ledovec (u Arctowského hory);
- Arctowského oblouk – neobvyklý druh halového jevu s tečným obloukem vytvořeným v oblacích z ledových krystalků, pozorovaný a popsaný Arctowským 20. srpna 1898.
- Maják Arctowský – v polské polární stanici Henryka Arctowského na pobřeží ostrova krále Jiřího v Antarktidě (nejjižnější maják na světě)